# キール・ロワイヤル

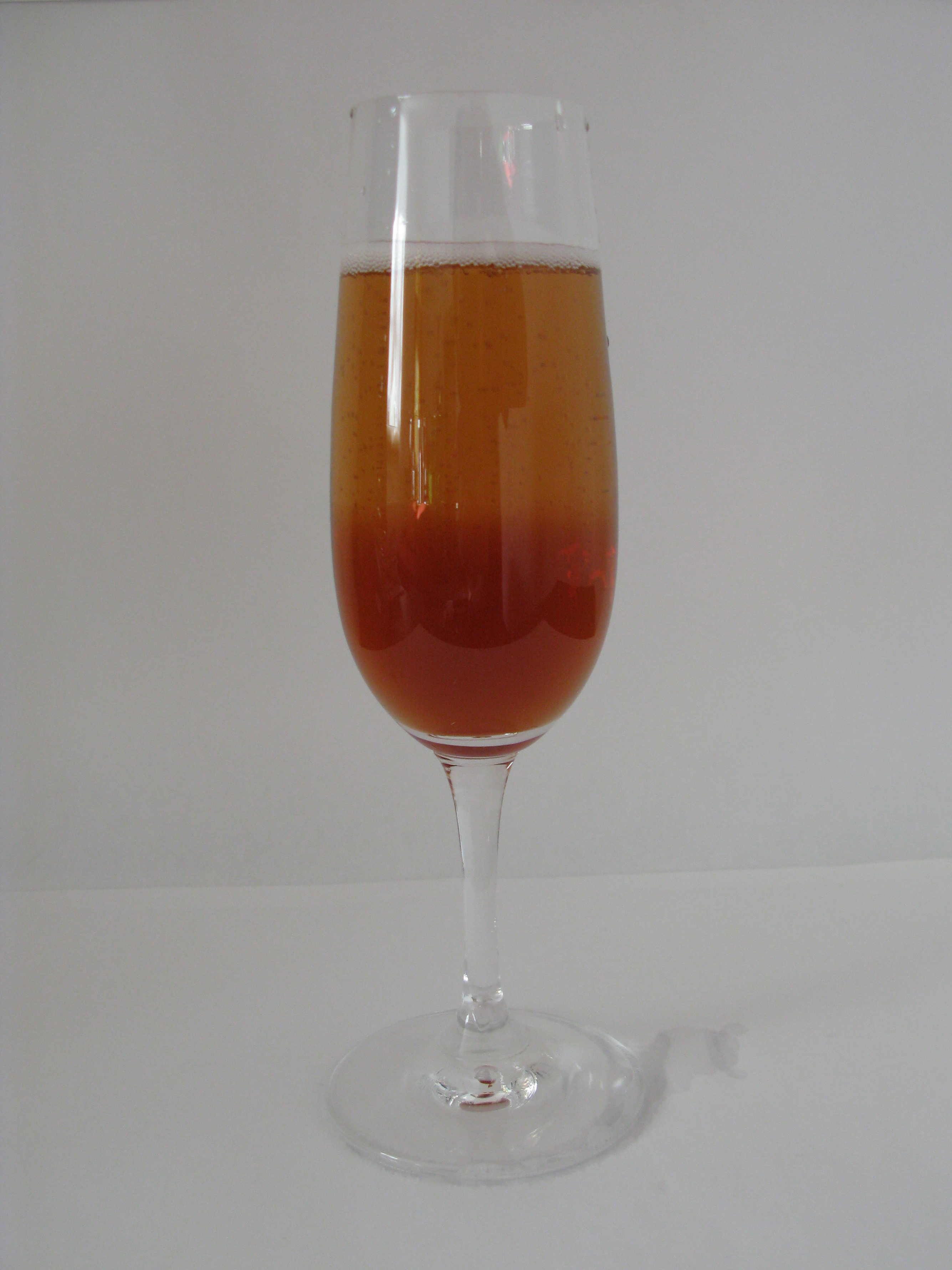
キール・ロワイヤル

キール・ロワイヤルは、カクテルの1種。キールに使われる白ワインを、シャンパンに変えたもの

。
ただし、シャンパンはスパークリング・ワインの1種であることから、キール・ロワイヤルを、辛口のスパークリング・ワインとカシス・リキュールで作ったものと定義する場合もある

。
なお、キール・ロワイヤルは英語風に、ロイヤル・キールと呼ばれることもある

。
また、シャンパンを使用するキールなので、単にシャンパン・キールと呼ばれることもある

。

## 歴史
「キール・ロワイヤル」は、「王のキール」という意味。キールが普及してきてから誕生したカクテル

であり、キールが誕生したのが第二次世界大戦後なので、キール・ロワイヤルが誕生したのも第二次世界大戦後となる。
名称にこそ「キール」と付くが、キールがフランス産まれのカクテルであるのに対し、キール・ロワイヤルは隣国のオーストリア産まれのカクテルであり

、ウィーンにあるインターナショナルと言う店のフーベルト・ドヴォルシャック（フーベルト・ドボルシャーク）の創作と言われている

。
一度開栓したシャンパンなどのスパークリング・ワインを、再び密栓できるシャンパン・ストッパーと言う器具が登場したのも第二次世界大戦後のことだが

、この器具の出現によって、開栓した直後でないとその価値を失うスパークリング・ワインを幾分長持ちさせられるようになった。結果、キール・ロワイヤルをはじめとするシャンパンなどのスパークリング・ワインを使ったカクテルを、シャンパン・ストッパーの登場以前よりは気軽に作ることができるようになり、これがキール・ロワイヤルの普及にも一役買ったという指摘もある

。
カクテルは、一般的に年代が降るにつれて辛口になってゆく傾向があるが

、このキール・ロワイヤルも例外ではなく、旧来は、フルート型シャンパン・グラスに、「シャンパン ： カシス・リキュール ＝ 125ml：25ml」くらいだったが、最近は、同じくフルート型シャンパン・グラスに、「シャンパン ： カシス・リキュール ＝ 135ml：15ml」くらいで作るといった具合に、甘味が減っているという報告もある

。

## 標準的なレシピ
- シャンパン ： カシス・リキュール ＝ 4：1 〜 9：1

### 作り方
カシス・リキュールを注いだフルート型シャンパン・グラスに、よく冷やしたシャンパンを注ぎ、ごく軽くステアすれば完成。なお、一般的なコールドドリンク（冷たいタイプのカクテル）とは違って、このカクテルの作成過程には、氷を使用して材料を冷却する工程が無い上、グラスにも氷が入っていないので、カシス・リキュールも含めて、材料はあらかじめ良く冷やしておくことが望ましい。同様にグラスもよく冷やしておく方が、より望ましい。

### 備考
- シャンパンは、辛口のものを用いるのが良いとされる[5]。
- シャンパンではなく、スパークリング・ワインでも良いとされることもある[26][9][11]。しかし、スパークリング・ワインを用いるのは、あくまでシャンパンの代用としてである[6][27][28][15]。シャンパンを使うのがフォーマルなキール・ロワイヤルとするならば、スパークリング・ワインを使った場合は、カジュアルなキール・ロワイヤルだと言える[9]。
- シャンパン以外のスパークリング・ワインを使用する場合も、やはり辛口のものが指定される場合がある[16][17]。
- シャンパンに限らず、スパークリング・ワインは、開栓すると急速に劣化する（炭酸が二酸化炭素となって逃げてしまう）ので、開栓直後のものを使用する。したがって、このカクテルを店などで注文すると、場合によってはシャンパン1本分の代金も支払うことになる場合がある。
- カシス・リキュールは、しばしば「クレーム・ド・カシス」(Creme de Cassis) が指定される[5][6][27][8][9][29][11][12][21][4][28][15][30][17][18][19]。
- なお、キール・ロワイヤルの場合も、キールと同様に、クレーム・ド・カシスの分量は、「（クレーム・ド・カシスの量は）涙3滴ぐらいだ」とフランス人は言ったりもする[31]。
- グラスは、シャンパン・グラスではなく、ワイン・グラスを用いる例もある[22][21][29][11][32]。

## バリエーション
- カシス・リキュールを、スロー・ジンに変えると、「フォーティーセカンド・ストリート」(42nd Street)となる。
- カシス・リキュールを、フランボワーズ・リキュール（キイチゴのリキュール）に変えると、「キール・インペリアル」(Kir Imperial)となる[9][10][11][32]。

## 関連したカクテル
ラズベリー・シロップ30mlを、適量の無色透明の炭酸飲料（サイダー）で割った、「偽物のキール・ロワイヤル」という意味のフォー・キール・ロワイヤル（Faux Kir Royal）と呼ばれるカクテルも存在する

。
フォー（Faux）はフランス語である。フォー・キール・ロワイヤルは、ノンアルコールカクテルなので、全ての材料が酒であるキール・ロワイヤルとは別なカクテルであり、バリエーションのカクテルとも言えない。フォー・キール・ロワイヤルにはレモン・スライスが飾られる場合もある

。

## 主な参考資料
- 永田 奈奈恵 監修 『ポケットガイド カクテル』 成美堂出版 1998年1月20日 ISBN 4-415-08549-0
- 岡 純一郎 監修 『カクテルベスト100』 西東社 1991年7月30日発行 ISBN 4-7916-0927-1
- 稲 保幸 『カクテル・レシピ1000』 日東書院 2005年7月10日発行 ISBN 4-528-01412-2
- 永瀬 正人 『カクテル ポケットブック』 旭屋出版 1999年2月10日発行 ISBN 4-7511-0155-2
- 澤井 慶明（監修）、永田 奈奈恵（カクテル指導） 『カクテルの事典』 成美堂出版 1996年12月20日発行 ISBN 4-415-08348-X
- 福西 英三 『カラーブックス 563 カクテル入門』 保育社 1982年3月5日発行 ISBN 4-586-50563-X
- 福西 英三 『カラーブックス 887 カクテル教室』 保育社 1996年5月31日発行 ISBN 4-586-50887-6
- 福西 英三、花崎 一夫、山崎 正信 『新版 バーテンダーズマニュアル』 柴田書店 1995年10月31日発行 ISBN 4-388-05765-7